# Негро, Паоло
Па́оло Не́гро (итал. Paolo Negro; род. 16 апреля 1972, Арциньяно) — итальянский футболист, выступавший на позиции защитника.

## Карьера
Паоло Негро воспитанник клуба «Брешиа», однако он начал свою карьеру в другой команде, в «Болонье», в которой он дебютировал 28 октября 1990 года. Через два года после дебюта, Негро вернулся в «Брешию» и провёл за клуб один сезон, а затем перешёл в «Лацио», где выступал 12 лет, проведя 264 матче (19 голов) в чемпионате Италии, 48 матчей (3 гола) в кубке Италии и 64 матча (2 гола) в еврокубковых турнирах. В 2005 году Паоло Негро перешёл в «Сиену», в 2007 году контракт Негро с клубом закончился, но «Сиена» не захотела его проделвать. Негро провёл целый сезон в статусе свободного агента, в августе 2008 года «Модена» хотела подписать игрока, но за неделю до начала чемпионата отказалась от своего желания.
В сборной Италии Паоло Негро дебютировал 16 ноября 1994 года в Палермо в матче с хорватами, который итальянцы проиграли 1:2, всего же в составе национальной команды Негро провёл 8 матчей. В молодёжной сборной Италии Негро провёл 10 игр и забил 2 гола.
18 июля 2011 года Негро получил лицензию профессионального тренера 2-й категории, которая даёт право работать главным тренером клубов Лиги Про (бывш. Серия С) и ниже, быть вторым тренером клубов Серий А и В либо возглавлять молодёжные составы клубов, принимающих участие в чемпионате Италии среди молодёжных команд (Campionato Nazionale Primavera). Вместе с Паоло обладателями аналогичной лицензии стали Роберто Баджо, Эмильяно Биджика, Уильям Виали, Серджо Вольпи, Леонардо Колуччи, Франческо Коцца, Фабио Моро, Луис Оливейра, Луиджи Пьянджерелли, Серджо Поррини, Себастьяно Сивилья, Андреа Соттил, Андреа Тароцци, Иван Юрич и другие бывшие игроки.

## Достижения
- Чемпион Европы среди молодёжных команд: 1994
- Обладатель кубка Италии: 1998, 2000, 2004
- Обладатель суперкубка Италии: 1998, 2000
- Чемпион Италии: 2000
- Обладатель кубка кубков: 1999
- Обладатель суперкубка УЕФА: 1999
- Кавалер ордена за заслуги перед Итальянской Республикой: 12 июля 2000 года